# Chrysosoma neoliberia
Chrysosoma neoliberia är en tvåvingeart som beskrevs av Daniel J. Bickel 1994. Chrysosoma neoliberia ingår i släktet Chrysosoma och familjen styltflugor. Inga underarter finns listade i Catalogue of Life.